# 돌 푸리
돌 푸리(모리스얀어: dholl puri)는 모리셔스의 부침 납작빵이다. 가이아나, 수리남, 트리니다드 토바고 등 인도계가 많은 카리브 지역에서도 즐겨 먹는 음식이다. 이 지역들에서는 달푸리(카리브 힌두스탄어: dhalpuri)나 달푸리 로티(카리브 힌두스탄어: dhalpuri roti)로도 불린다. 차나 달(벵골콩 짜개)을 소로 넣어 타바에 부친 납작빵이며, 이름과 달리 튀긴 푸리가 아니다. 모리셔스의 국민 음식이기도 하다.

## 이름
어원은 보지푸리어 "달(दाल)"과 "푸리(पूड़ी)"이다. "달(दाल)"은 남아시아에서 여러 가지 콩의 짜개를 일컫는 말이며, "푸리(पूड़ी)"는 속이 빈 튀긴 납작빵의 하나이다.

## 만들기
차나 달(벵골콩 짜개)은 삶아서 소금, 쿠민가루로 간하여 그레이터에 간다. 간 것을 둥글게 뭉쳐 둔다. 콩 삶은 물은 반죽에 쓴다. 마이다 밀가루는 소금과 강황가루로 간하고, 콩 삶은 물을 조금씩 부어 가며 반죽한다. 기름도 추가해 부드러운 만죽을 만든 다음, 조금씩 떼서 넙데데하게 편다. 밀가루 반죽 안에 차나 달 소를 넣고, 봉합해 다시 동글납작하게 편다. 밀대로 얇게 민 다음 기름 두른 타바에 올리고, 앞뒤로 기름을 발라 가며 굽는다. 구워진 돌 푸리는 루가유, 사티니, 아샤르 등을 곁들여 먹는다.

## 사진

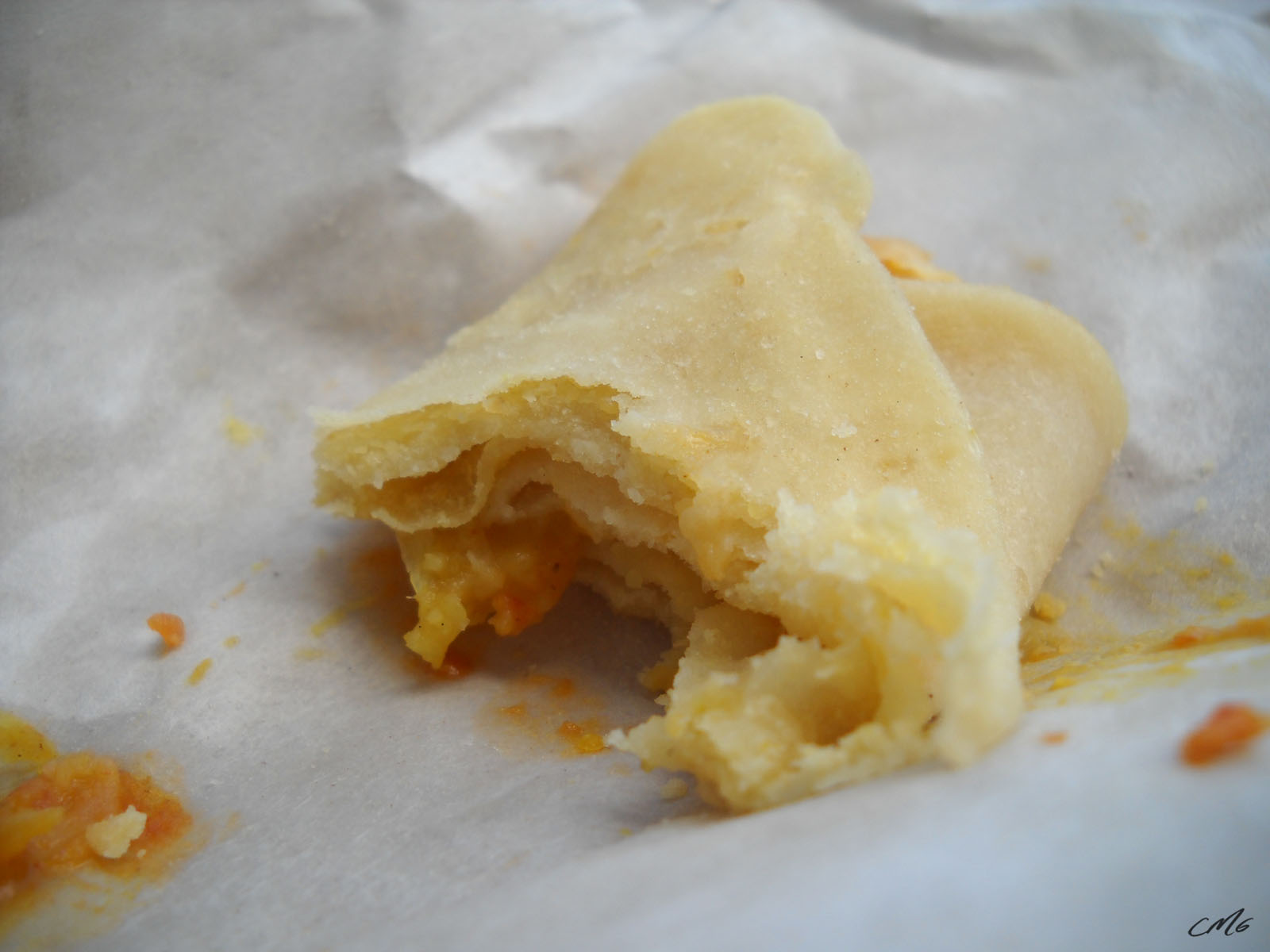
돌 푸리

## 같이 보기
- 푸란 폴리